# Gehoornde helm

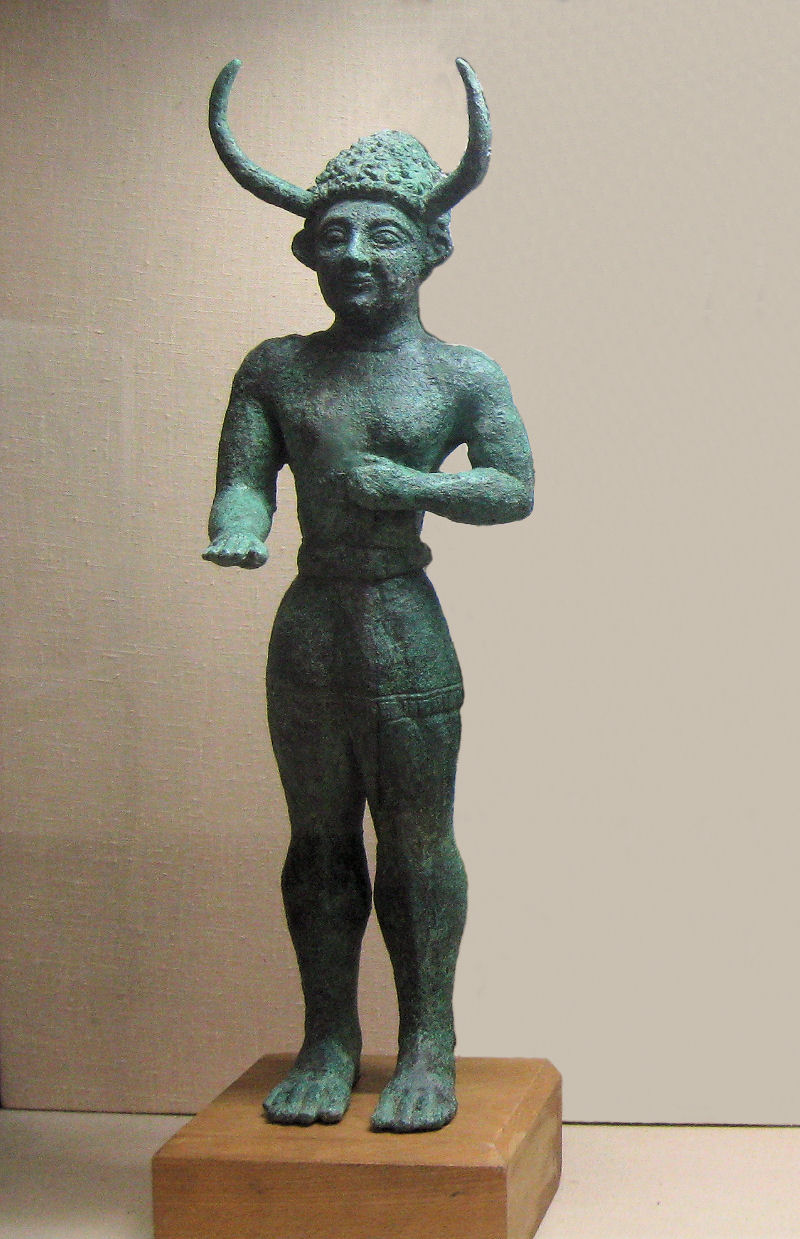
De bronzen "Gehoornde God" van Enkomi

Gehoornde helmen werden tijdens vele perioden over de hele wereld gedragen. Hoofddeksels met dierenhoorns of replica's werden al sinds de steentijd gedragen, zoals in de mesolithische Star Carr Frontlets. Deze werden waarschijnlijk gebruikt voor ceremoniële of rituele doeleinden, aangezien hoorns vaak onpraktisch zijn op een gevechtshelm. Een groot deel van het bewijs voor deze helmen en hoofddeksels is afkomstig van afbeeldingen en niet van de voorwerpen zelf.

## Midden-Oosten

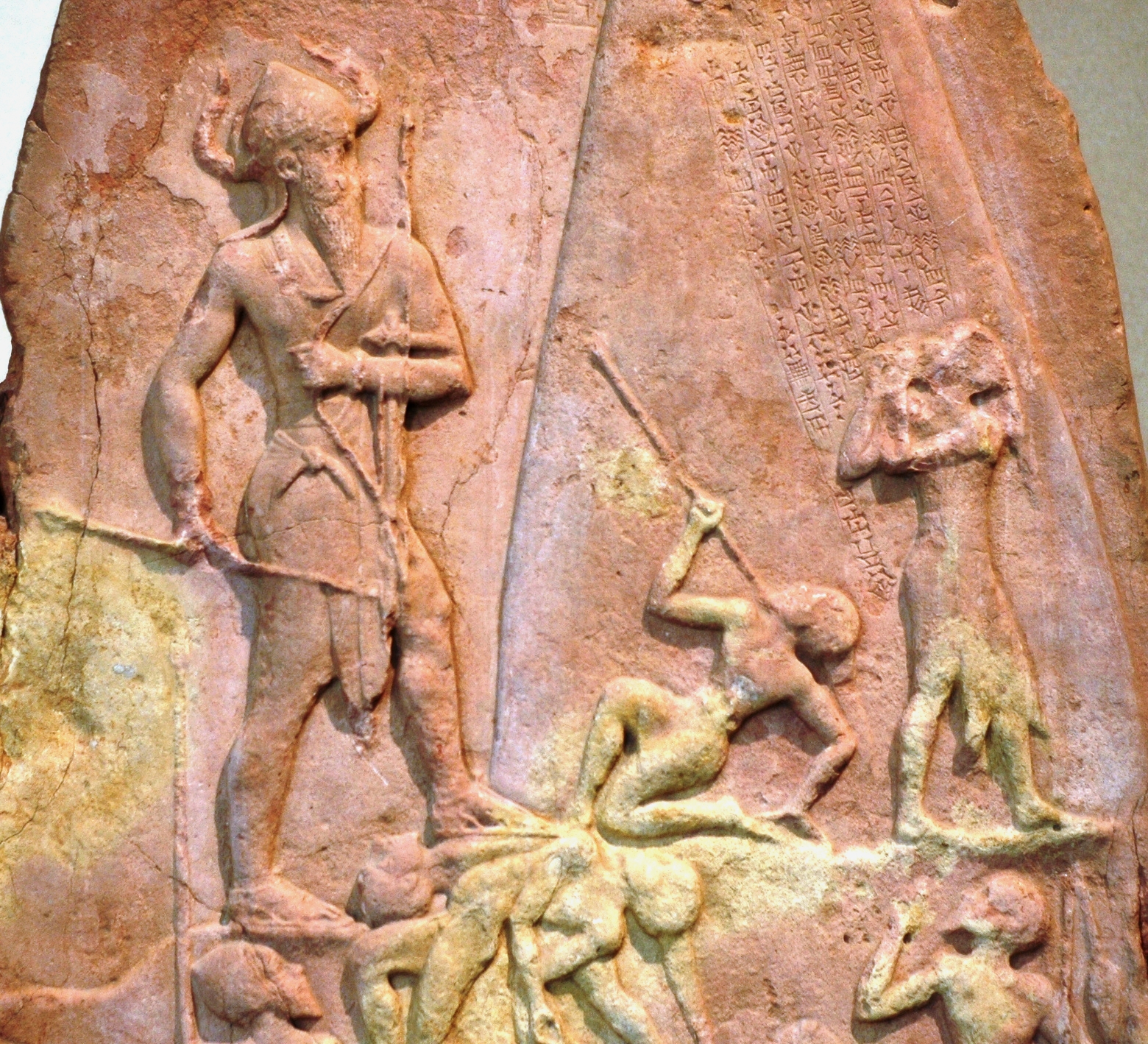
Stele van Naram-Sin

Gehoornde hoofddeksels werden in Mesopotamië gebruikt om goden aan te duiden, en later, zoals te zien op de Overwinningsstele van Naram-Sin, ook koningen. Meer hoorns betekenden een groter belang.

## Prehistorisch Europa

### Bronstijd

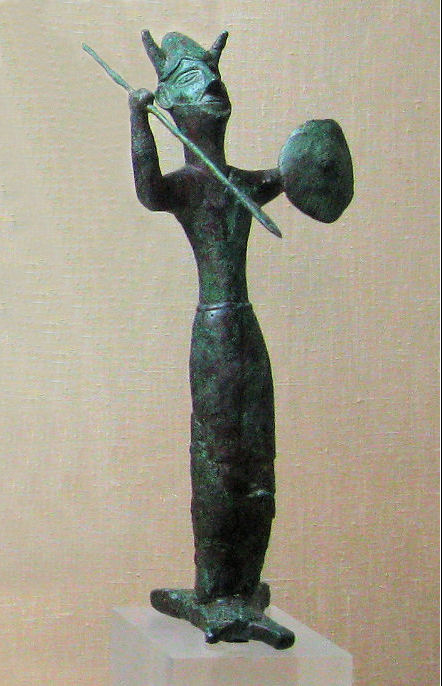
De bronzen "Ingot-God" van Enkomi, 12e eeuw v.Chr., Archeologisch Museum van Cyprus, Nicosia

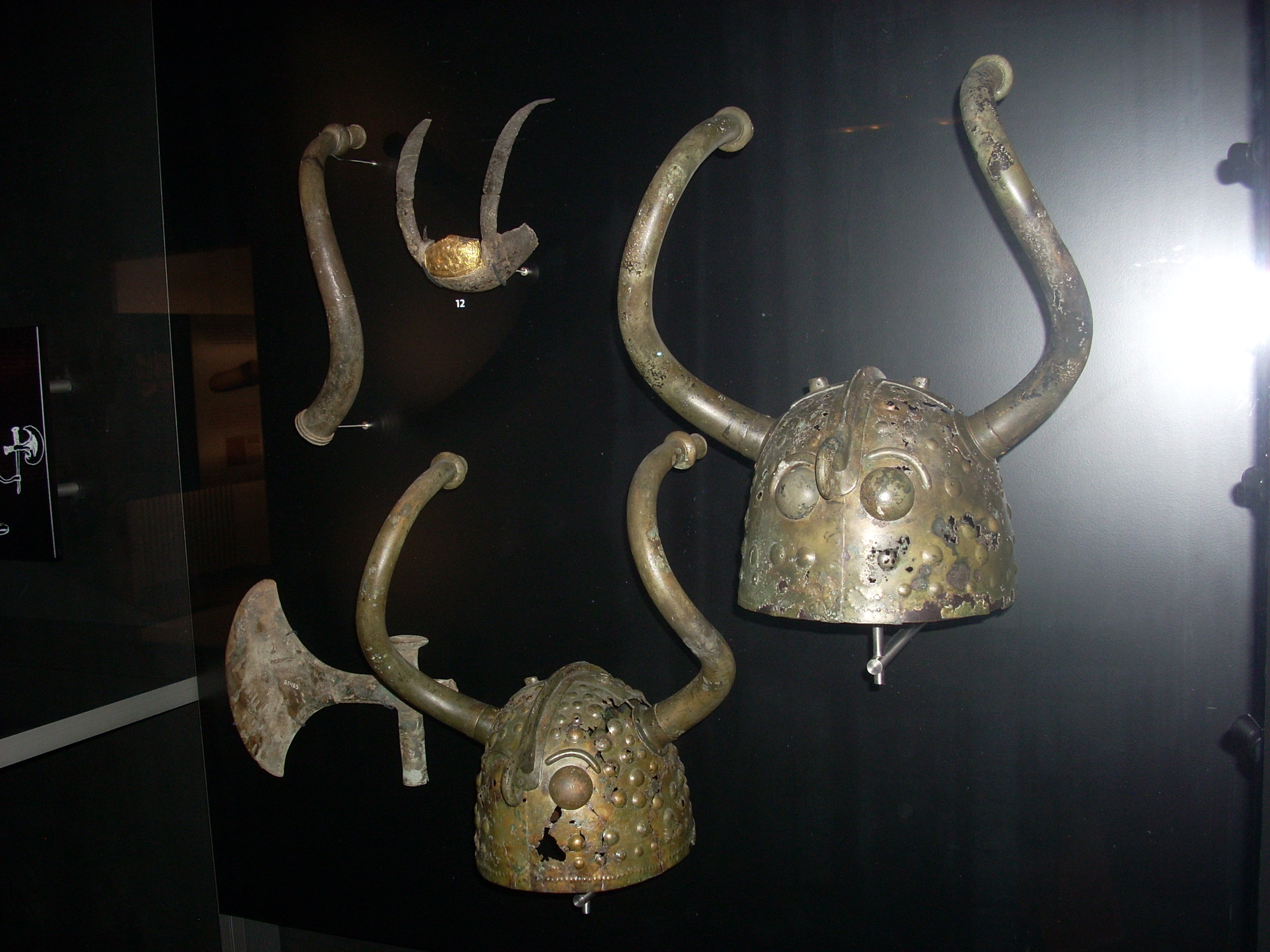
De gehoornde helmen van Veksø uit de Noordse bronstijd (c. 1100-900 v.Chr.)

Twee bronzen beeldjes met gehoornde helmen, gedateerd begin 12e eeuw v.Chr., de zogenaamde "gehoornde god" en "ingot-god", werden gevonden in Enkomi, Cyprus. Op Sardinië werden in tientallen bronzen figuren en in de Reuzen van Mont'e Prama krijgers met gehoornde helmen afgebeeld, vergelijkbaar met die van de Sjardana-krijgers (en mogelijk tot dezelfde mensen behorend) afgebeeld door de Egyptenaren.
Een paar bronzen gehoornde helmen, de Veksø-helmen, uit de Noordse bronstijd (c. 1100-900 v.Chr.) werden in 1942 nabij Veksø in Denemarken gevonden. Een andere vroege vondst was de schat van Grevensvænge uit Seeland, Denemarken (c. 800 - 500 v.Chr., nu gedeeltelijk verloren).

### IJzertijd

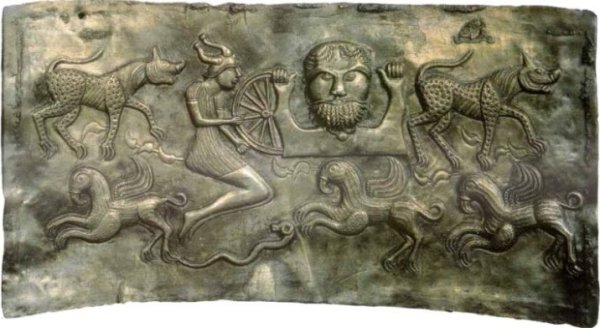
Plaat C van de Gundestrup-ketel, 2e-1e eeuw v.Chr

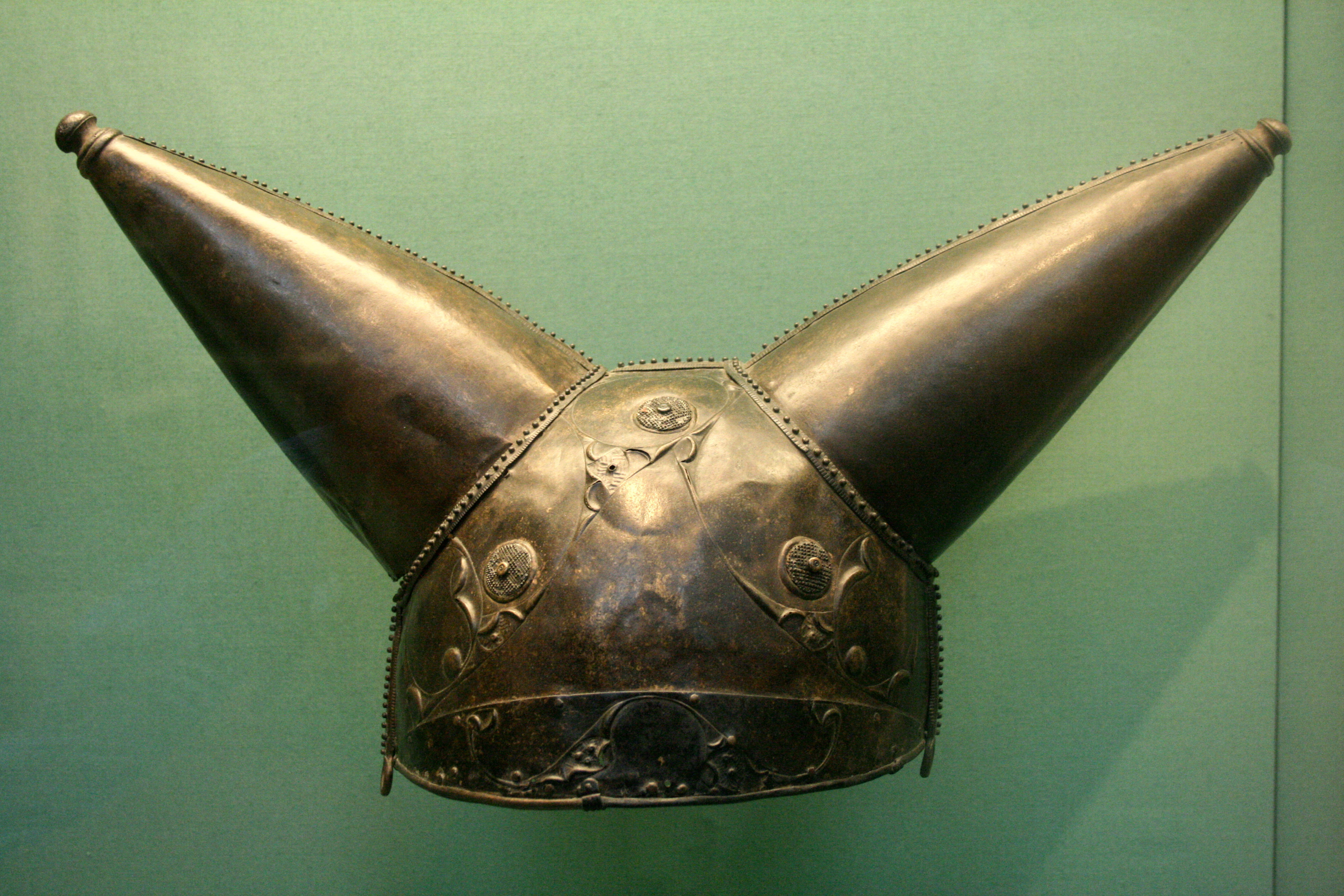
De Waterloo-helm, ca. 150-50 v.Chr., gevonden in de Theems (British Museum)

De Waterloo-helm, een Keltische bronzen ceremoniële helm met repoussé-versiering in de La Tène-stijl, daterend uit c. 150 - 50 v.Chr., werd gevonden in de Theems, in Londen. De geabstraheerde 'hoorns' zijn, anders dan die van de eerdere vondsten, recht en kegelvormig. Laat-Gallische helmen (c. 55 v.Chr.) met kleine hoorns en versierd met wielen, die doen denken aan de combinatie van een gehoornde helm en een wiel op plaat C van de Gundestrup-ketel (c. 100 v.Chr.), werden gevonden in Orange, Frankrijk. Andere Keltische helmen, vooral uit Oost-Europa, hadden vogeltoppen. De enigmatische Torrs Pony-cap and Horns uit Schotland lijkt een gehoornde chanfron te zijn die door een paard gedragen moest worden.

## Grote Volksverhuizingsperiode
Op de Boog van Constantijn uit 315 AD, zijn Germaanse soldaten, soms geïdentificeerd als "Cornuti", afgebeeld met gehoornde helmen. Op het reliëf dat de Slag bij Verona voorstelt, staan ze in de eerste linies, en in het reliëf van de Slag bij de Milvische Brug zijn ze vechtend met boogschutters afgebeeld. Een afbeelding van een 5e eeuwse metalen dobbelsteen uit Öland, Zweden, toont een krijger met een helm versierd met twee slangen of draken, gerangschikt op een manier die lijkt op hoorns. Decoratieve platen van de Sutton Hoo-helm (c. 600 AD) tonen dansende mannen met speren die gehoornde helmen dragen, vergelijkbaar met een figuur op een van de Torslunda-platen uit Zweden. Ook is er een hanger van Ekhammar in Uppland met dezelfde figuur in dezelfde pose, en een 8e eeuwse vondst uit Staraja Ladoga (destijds een Noorse handelspost) toont een soortgelijk hoofddeksel. Een in 1964 gevonden gegraveerde riemgesp in een 7e eeuws graf in Finglesham, Kent draagt de afbeelding van een naakte krijger die tussen twee speren staat en een riem en een gehoornde helm draagt. Er is beweerd dat de later grotendeels gerepareerde geoglief genaamd de "Long Man of Wilmington", East Sussex, dit motief herhaalde en oorspronkelijk een soortgelijk hoofddeksel droeg, waarvan alleen de hangende lijnen van de nekbeschermer overbleven. Dit hoofddeksel, waarvan alleen afbeeldingen bewaard zijn gebleven, lijkt aan het einde van de volksverhuizingstijd grotendeels buiten gebruik te zijn geraakt. Sommigen hebben gesuggereerd dat het geen echt hoofddeksel afbeeldt, maar een mythologisch object van een god als Odin. Een eenogige figuur met een soortgelijk hoofddeksel werd gevonden op de plaats van de tempel van Uppåkra, een vermeend centrum van een Odinische cultusactiviteit. Een soortgelijk beeldje uit Levide, Gotland, miste een oog, blijkbaar na voltooiing verwijderd. Dit zou het hoofddeksel verbinden als een mythologische representatie in plaats van afbeeldingen van echte helmen.

## Middeleeuwen

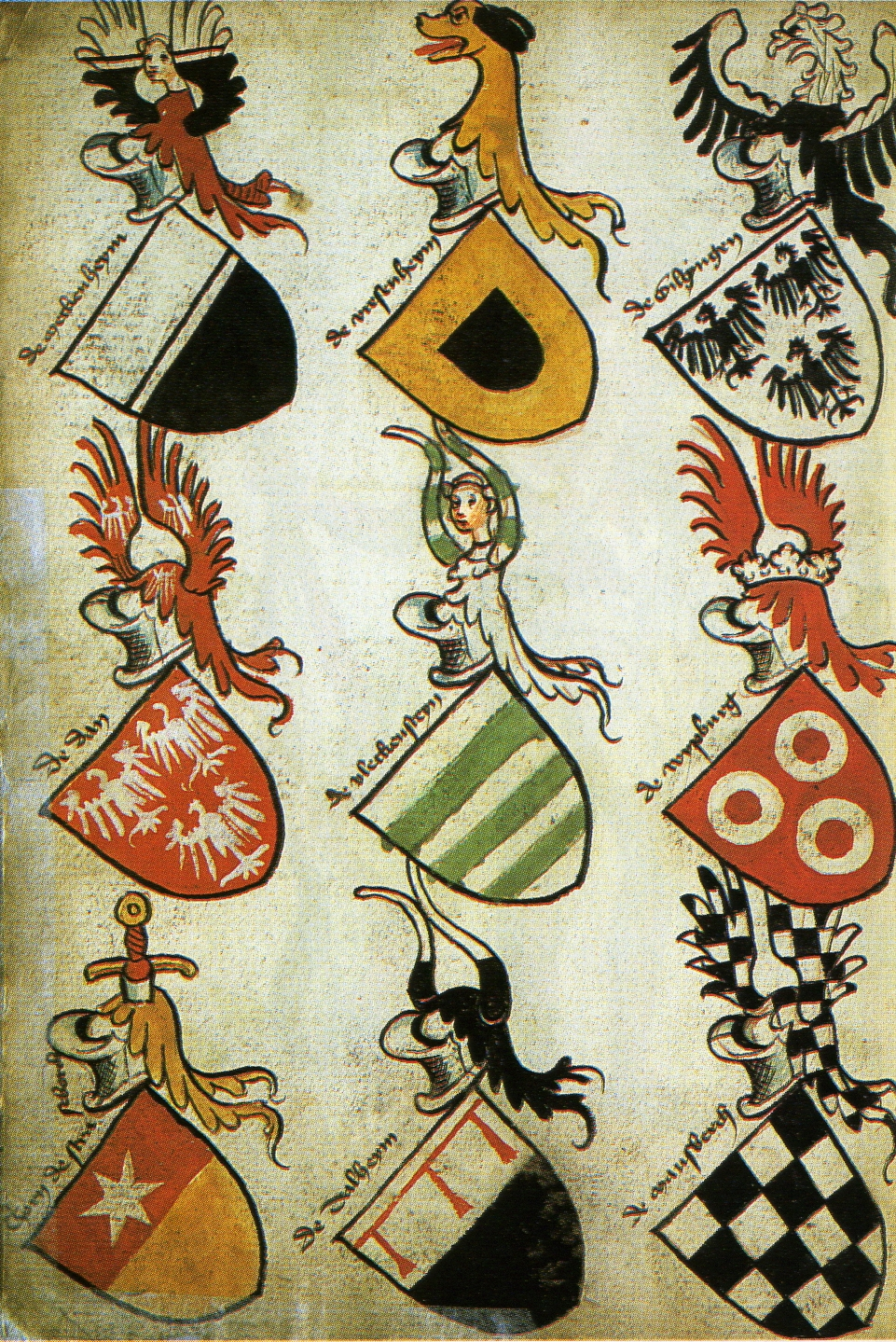
De Duitse Hyghalmen-rol, ca. eind 15e eeuw, illustreert zowel gevleugelde helmen als een gehoornde helm in het wapen van Dalheim, onderste rij.

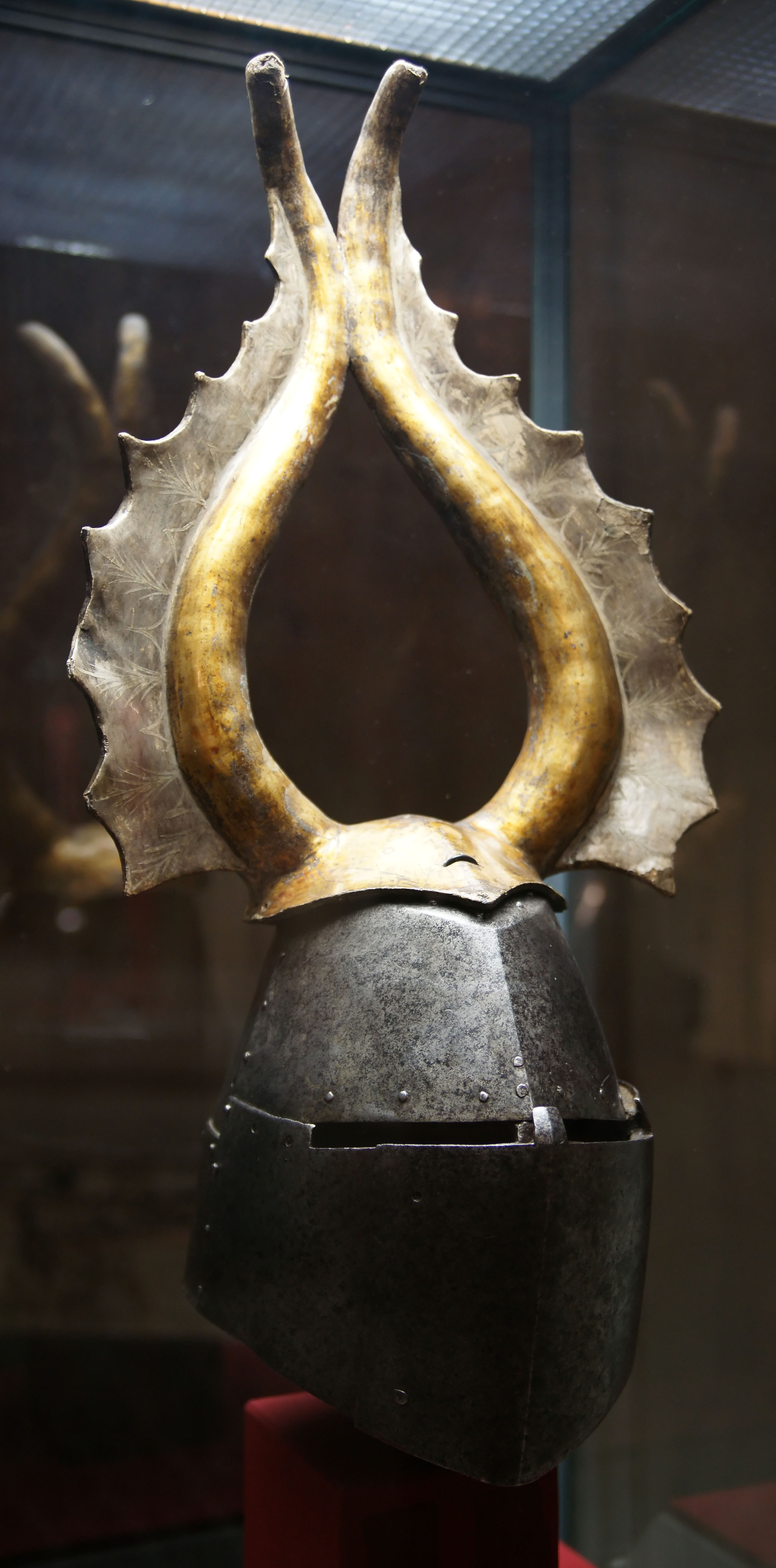
Grote helm van Albert von Pranckh, 14e eeuw, die de stijl laat zien die vaak door de Duitse Orde werd gebruikt

Tijdens de Hoge Middeleeuwen werden fantastische hoofddeksels populair onder ridders, vooral voor toernooien. Sommige wapenschilden, bijvoorbeeld die van Lazar Hrebeljanović, beelden ze af, maar ze verschijnen zelden afgebeeld in de wapens zelf. Er wordt soms beweerd dat helmen met grote uitsteeksels vanwege de belemmering voor de drager ervan tijdens de strijd niet zouden zijn gedragen. Door de geschiedenis heen zijn er echter wel vaker onpraktische versieringen op slagvelden gedragen.

Wapenschild van de middeleeuwse Deense koning Waldemar de Veroveraar met hoorns op zijn metalen helm

## Azië

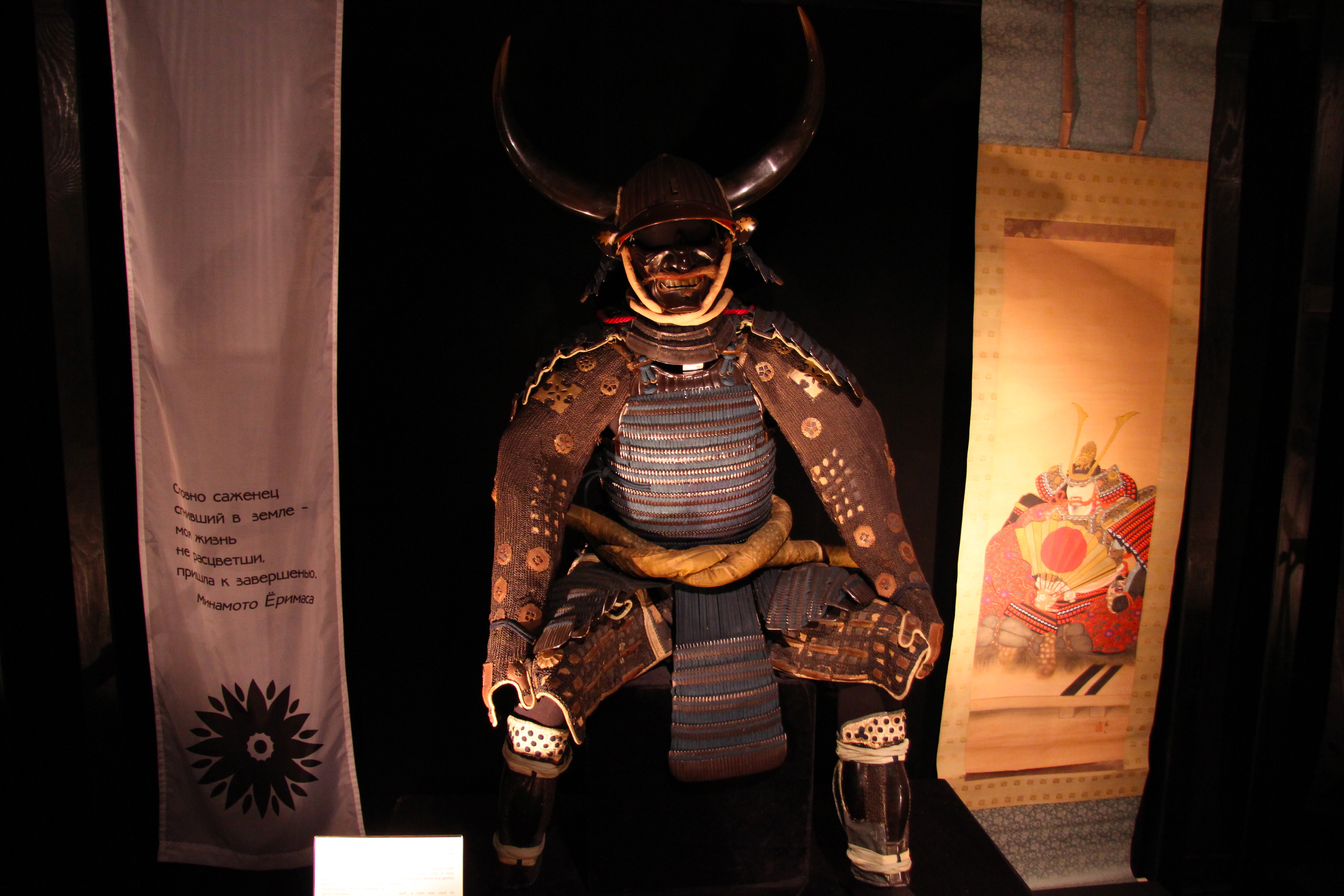
Japanse kabuto met buffelhoorns

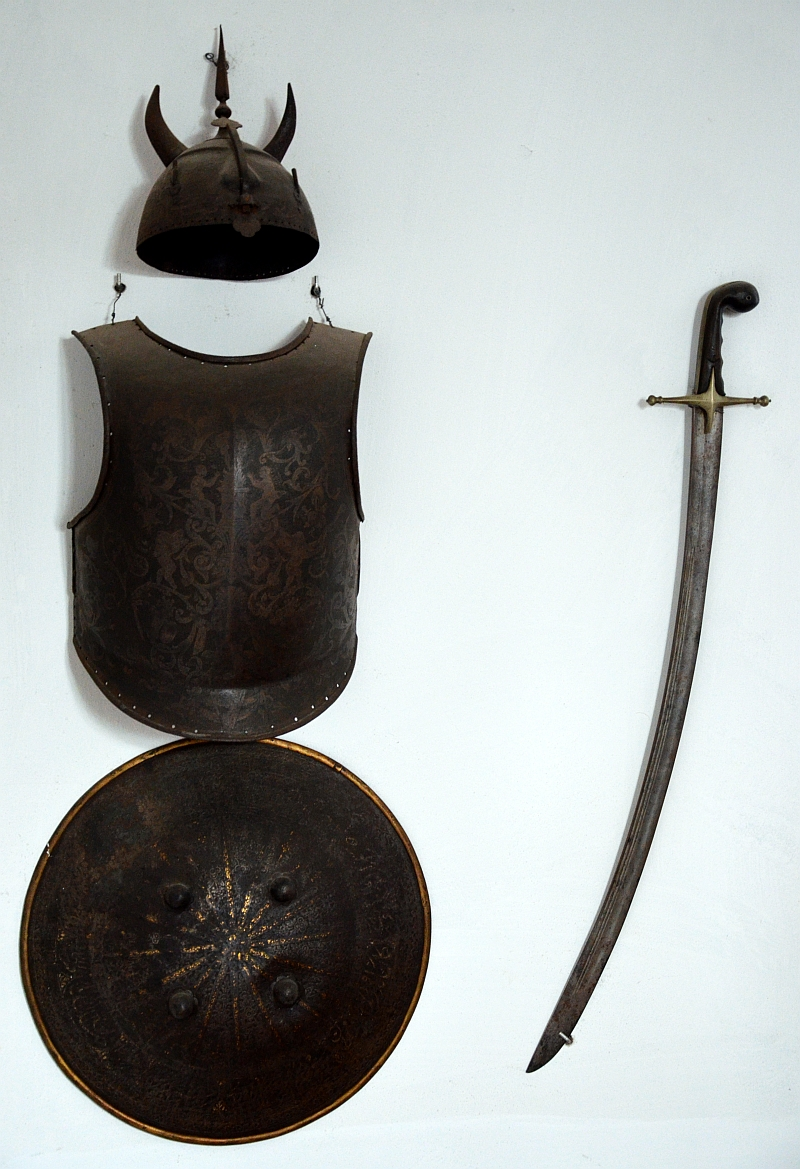
Indo-Perzisch duivelsmasker, harnas en kromsabel

In het Japan van vóór de Meiji-restauratie bevatten sommige Samoerai-pantsers een gehoornde, gepluimde of kuifhelm. Deze hoorns, die werden gebruikt om militaire commandanten op het slagveld te identificeren, konden uit metaal zijn gegoten of gemaakt van echte waterbuffelhoorns.
Indo-Perzische krijgers droegen in de strijd vaak gehoornde of puntige helmen om hun vijanden te intimideren. Deze conische "duivelsmaskers" waren gemaakt van vergulde maliën en er waren meestal ogen in gegraveerd.

## Populaire associatie met Vikingen
In de populaire cultuur worden de Vikingen geassocieerd met gehoornde helmen, maar er is geen bewijs dat Vikinghelmen hoorns hadden. De weergave van deze gehoornde helmen is een historische misvatting die in de jaren 1870 begon. Het maakte deel uit van de constructie van de grote Noordse mythen die door de Duitsers, die hun eigen voorouderlijke mythen wilden, werden overgenomen. 
De afbeelding van Vikingen in gehoornde helmen was een uitvinding van de 19e-eeuwse romantische Viking-revival. Hierdoor geïnspireerd creëerde Carl Emil Doepler in 1876 gehoornde helmen voor de eerste Bayreuther Festspiele-productie van Wagner's Der Ring des Nibelungen, ook al speelde de opera zich af in Duitsland en niet in Scandinavië. Er waren ook een paar eerdere, minder bekende afbeeldingen die Doepler inspireerden. 
Een voorbeeld uit de 20e eeuw is het Americanfootballteam de Minnesota Vikings, waarvan het logo aan elke kant van de helm een hoorn draagt. De stripfiguur Hägar de Verschrikkelijke en alle mannelijke Vikingen in de geanimeerde tv-serie Wickie de Viking worden altijd afgebeeld met gehoornde helmen, net als talloze personages in de DreamWorks-franchise How to Train Your Dragon en in de videogameserie The Lost Vikings. Een andere populaire cultuurafbeelding is de parodie op Wagners Der Ring des Nibelungen door Merrie Melodies in de door Chuck Jones geregisseerde tekenfilm What's Opera, Doc?, waarin Elmer Fudd een magische gehoornde Vikinghelm draagt terwijl hij Bugs Bunny achtervolgt.